# Уолтър Айзъксън
Уолтър Айзъксън (на английски: Walter Isaacson) е американски журналист и писателq автор на бестселъри в жанра биографичен роман. Той е президент и главен изпълнителен директор на института „Аспен“.

## Биография и творчество
Уолтър Сеф Айзъксън е роден на 20 май 1952 г. в Ню Орлиънс, Луизиана, САЩ, в семейството на Ъруин и Бетси Айзъксън. Баща му е инженер, а майка му е брокер на недвижими имоти. Има по-малък брат. Завършва през 1974 г. Харвардския университет с бакалавърска степен по история и литература и колежа „Пембрук“ в Оксфорд с магистърска степен по философия, политика и икономика през 1976 г.
След дипломирането си в периода 1976 – 1977 г. е репортер в „Сънди таймс“ в Лондон, а в периода 1977 – 1978 г. е репортер в „Стейтс-Итъм“ в Ню Орлиънс, Луизиана. След това става журналист към вестник „Тайм“ в Ню Йорк като последователно е кореспондент, редактор, помощник- главен редактор, и 14-и главен редактор от 1996 г. до 2001 г. Като журналист е удостоен с наградата „Мери Хемингуей“ за статията „Колумбийската Връзка“ през 1979 г. и наградата на Международния прес клуб за статията „Въоръжаване на света“ през 1982 г.
В периода 2001 – 2003 г. става главен изпълнителен директор на „CNN News Network“ в Атланта, Джорджия. От 2003 г. е президент и главен изпълнителен директор на Институт „Аспен“, непартийна организация за образователни и политически проучвания, базирана във Вашингтон, окръг Колумбия.
На 15 септември 1984 г. се жени за Кати Райт. Имат дъщеря – Елизабет Картър.
Заедно с работата се на журналист започва да пише. Първата му книга „Pro and Con: Both Sides of Dozens of Unsettled and Unsettling Arguments“ е издадена през 1983 г.
В следващите години той се обръща към биографичните книги. Първият му биографичен сборник „The Wise Men: Six Friends and the World They Made“ (Мъдреците: Шест приятели и света, който те направиха) е издаден през 1986 г. Книгата е удостоена с наградата „Хари Труман“.
Следват биографиите на Кисинджър, Бенджамин Франклин, Стив Джобс, и др.
През 2015 г. книгата за компютърния гения Стив Джобс е екранизирана в едноименния филм с участието на Майкъл Фасбендер, Кейт Уинслет и Сет Роугън.
Уолтър Айзъксън живее със семейството си в Вашингтон.

## Произведения
- Pro and Con: Both Sides of Dozens of Unsettled and Unsettling Arguments (1983)
- The Wise Men: Six Friends and the World They Made (1986) – с Еван Томас
- Kissinger: A Biography (1992)
- Benjamin Franklin: An American Life (2003)
- Einstein: His Life and Universe (2007)
- American Sketches (2009)
- Steve Jobs (2011)
Стив Джобс: Единствената официална биография на основателя на Apple, изд. ”Софпрес”, София (2013), прев. Марин Загорчев; Яна Маркова и др.
- The Innovators: How a Group of Inventors, Hackers, Geniuses, and Geeks Created the Digital Revolution (2014)
Иноваторите. Гениите, които изобретиха цифровото бъдеще, изд. ”Софпрес”, София (2014), прев. колектив

### Екранизации
- 1995 Кисинджър и Никсън, Kissinger and Nixon – ТВ филм, по „Kissinger: A Biography“
- 2015 Стив Джобс, Steve Jobs – по книгата